# Ortenberg, Wetterau
Ortenberg là một thị trấn ở huyện Wetteraukreis, bang Hessen, Đức. Đô thị Ortenberg, Wetterau có diện tích 54,7 km², dân số thời điểm ngày 31 tháng 12 năm 2006 là 9212 người. Ortenberg có cự ly 22 km về phía đông Friedberg, và 38 km về phía đông bắc Frankfurt am Main.